# Antonio Tarsia
Antonio Tarsia (Pula, 28. srpnja 1643. – Kopar, 1722.), slovenski skladatelj.
Tarsia je rođen u Puli. Bio je veliki skladatelj ranoga baroka u Ljubljani i ostavio je veliku količinu latinskih sakralnih skladbi. Umro je u Kopru.